# SN 2003ix
SN 2003ix – supernowa typu Ia odkryta 19 października 2003 roku w galaktyce UGC 3746. W momencie odkrycia miała maksymalną jasność 18,80m.